# 三井高明
三井 高明（みつい たかあき、1856年4月26日（安政3年3月22日） - 1921年（大正10年）8月8日）は、日本の実業家。大蔵少輔、三井物産社長、東神倉庫社長などを務めた。別名に養之助、宗明、不二斎。三井の本村町家初代。

## 人物・経歴
京都出身。三井高喜の三男。1872年大蔵少輔。1876年三井物産社主。1877年本村町家初代当主。1878年には深川亮蔵、渋沢栄一、三井高尚、益田孝、三野村利助、小室信夫、木村正幹、小松彰、福地源一郎、渋沢喜作とともに東京株式取引所の創立にあたった。1893年三井物産社長。1898年三井銀行監査役。1902年鐘淵紡績会長。1915年東神倉庫社長。1920年三井物産社長。

## 親族
- 曽祖父・三井高業（1747－1799） - 三井家南家第4代当主で、浄瑠璃作者、狂歌師の紀上太郎（狂名は仙果亭嘉栗）。50歳のとき三井家内紛の罪をかぶり、江戸重追放となった。別名に長次郎，八五郎，次郎右衛門，家原長次郎，公勤，仙果亭，由甲斎，和春，三津環。[12][13]
- 祖父・三井高英（1767－1847） - 高業の長男（庶子）で三井家南家第5代当主、俳人。別名に三井嘉菊、三井次郎右衛門、仙渓亭、陶白居、後楽園、宗雅，長五郎，次郎右衛門，清蔵，信三郎，八郎次郎，八郎兵衛，伯又，四明居，駿雅，處月庵，松月庵，僊溪，家原政尚。「けしの花」など多くの地歌の作詞を手掛けた。[14][13]
- 父・三井高喜（1823-1894） - 三井高英の8男。小石川三井家6代当主・三井高益（1800-1858）の養子となり、家督を継いで小石川三井家7代当主となり、京都両替店の代表名三郎助を襲名。28歳のときに、2歳の広岡浅子（養父高益の庶子）を義妹として入籍、浅子の妹・春を養女として入籍した。維新期には三井高福(三井八郎右衛門13代)に協力して新政府側の軍資金を調達、1876年の三井銀行創業時に重役となり、1885年総長となる。別名に宗喜，八十助，樹徳堂。[15][13]
- 兄・三井高景（1850-1912） - 小石川三井家7代当主で、三郎助を襲名。三井鉱山社長。前妻の益子は高益の娘、後妻のステは大阪の両替商・高木五兵衛の娘で広岡浅子夫妻の養女。子に高修、高達など。別名に宗景，弁蔵，出雲斎，敬々斎。[16][17][18][19][13]
  - 甥・三井高修（1892-1962） - ダートマス大学理財理工科で学び、1917年帰国し、三井鉱山入社、のち取締役。三井化学会長。妻の広子は島津長丸長女。[16][20]
  - 姪・高木多都雄 - 男爵高木兼寛三男・高木舜三（帝国生命保険取締役）の妻。[16][21]
  - 姪・小田川美佐雄 - 小田川全之長男で京都帝国大学工学部教授の小田川達朗の妻。[16]

- 妻・エイ（1870年生） - 外山平七郎の三女[22]
  - 長男・三井弁蔵（1887年生） - 慶應義塾普通部、学習院中等科を経て1907年英国留学、三井物産ニューヨーク支店を経て幹部になる。妻の栄子は子爵岡部長職の娘。[22]
  - 三男・井原高親（1890年生） - 学習院、暁星中学、青山学院卒業後、三井物産を経て三井系の東洋海運役員。廃家井原家を再興し子爵鳥尾小弥太の孫孝子と結婚。子に井原高忠。鳥尾鶴代は妻の弟の妻。[22][23][24]
  - 二女・田中千代子（1890年生） - 日本橋老舗呉服商「槌屋」主人・田中四郞左衛門の妻[25][22]
  - 三女・三上知惠子（1893年生） - 三上参次長男・勝の妻[22]
  - 四男・森高重（1899年生） - 東洋海運（三井系）役員。静岡県多額納税者・森淑の娘の入夫となる[22]